# Großsteingrab Ådyssegård 2
Das Großsteingrab Ådyssegård 2 war eine megalithische Grabanlage der jungsteinzeitlichen Nordgruppe der Trichterbecherkultur im Kirchspiel Vejby in der dänischen Kommune Gribskov. Es wurde in den 1920er Jahren zerstört.

## Lage
Das Grab lag südöstlich von Ådyssegård auf einem Feld. In der näheren Umgebung gab es mehrere weitere megalithische Grabanlagen. Nur rund 80 m nördlich befand sich das Großsteingrab Ådyssegård 1. Etwa 300 m südöstlich lag das Großsteingrab Unnerupgård. Etwa 650 m östlich befand sich das Großsteingrab Fladhøjgård.

## Forschungsgeschichte
Im Jahr 1886 führten Mitarbeiter des Dänischen Nationalmuseums eine Dokumentation der Fundstelle durch. Bei einer erneuten Dokumentation im Jahr 1937 konnten keine baulichen Überreste mehr festgestellt werden. Laut dem damaligen Besitzer des Hofs waren die letzten Steine in den 1920er Jahren abgetragen worden.

## Beschreibung

### Architektur
Die Anlage besaß eine Hügelschüttung unbekannter Form und Größe. Die Grabkammer war nordnordost-südsüdwestlich orientiert und ist als Ganggrab anzusprechen. Sie hatte einen rechteckigen Grundriss und eine Länge von 12,5 m sowie eine Breite von 2,4 m. Die Kammer befand sich 1886 bereits in einem schlechten Zustand. Die Abschlusssteine an den Schmalseiten und mehrere Wandsteine an den Langseiten waren umgekippt oder verschleppt. Zu den Decksteinen wurden keine Angaben gemacht, eventuell fehlten sie bereits vollständig. Gemäß dem ehemaligen Hofbesitzer wurde in der Kammer ein Pflaster aus Feuerstein angetroffen. Etwa in der Mitte der östlichen Langseite befand sich der Zugang zur Kammer. Ihm war ein Gang vorgelagert, der 2,2 m lang und 0,9 m breit war. 1886 war noch ein Wandsteinpaar des Gangs erhalten.

### Funde
In dem Grab wurden Keramik und verbrannte Knochen gefunden. Eventuell handelte es sich um eine oder mehrere Nachbestattungen aus jüngerer Zeit.